# Tillsammans
Tillsammans (vertaling: Samen) is een Zweedse film uit 2000 van Lukas Moodysson met in de hoofdrollen Lisa Lindgren, Michael Nyqvist en Emma Samuelsson.
Het is Moodyssons tweede lange film. Zijn eerste was Fucking Åmål uit 1998. Drieëntwintig jaar later, in 2023, kwam de sequel Tillsammans 99 uit.

## Verhaal
Het verhaal speelt zich af in Stockholm in 1975. Elisabeth loopt met haar twee kinderen weg van haar man Rolf die haar slaat en alcoholist is. Elisabeth en de twee kinderen Eva en Stefan trekken in bij haar broer Göran die in de linkse commune Tillsammans woont. De film volgt daarna de verhalen de van verschillende bewoners van de commune, hun tegenoverburen en Rolf.
In de commune wonen Göran en zijn vriendin Lena, Anna en haar ex Lasse met hun zoon Tet, Signe en Sigvard met hun zoon Måne, de homoseksuele Klas en ten slotte de overtuigd marxistische Erik. Niet alle bewoners zijn blij met de komst van drie nieuwe mensen in de commune waar al tien mensen wonen. Göran, die het iedereen naar de zin probeert te maken, doet echter beroep op de solidariteit van de anderen.

#### Elisabeth en Anna
Anna, die onlangs heeft ontdekt dat ze lesbisch is, zoekt direct toenadering tot Elisabeth. Ze maakt haar warm voor enkele feministische waarden en normen en mediteert en danst met haar. Elisabeth voelt zich hier aanvankelijk wat ongemakkelijk bij, maar gaat hierin wel met Anna mee. Ze wordt hierdoor steeds enthousiaster voor de commune en daar heersende waarden en normen. Zo ruilt ze bijvoorbeeld de hoofdkussens van haar twee kinderen om, omdat ze vindt dat jongens niet per se op blauwe kussens hoeven te slapen en meisjes op roze.

#### De kinderen
Elisabeths kinderen moeten erg wennen aan de nieuwe omgeving. Zo is er in de commune geen televisie en nauwelijks speelgoed. Eva trekt zich vaak alleen terug in het busje van Tillsammans. Ze schaamt zich voor de commune. Zo wil ze niet door Göran bij haar school worden afgezet. In het begin vindt ook Stefan niet echt aansluiting bij de iets jongere Tet (genoemd naar het Tet-offensief), die een heel andere belevingswereld heeft. Zo vindt Stefan dat Tet meisjesschoenen heeft en Tet noemt Stefan hierom een fascist. Later spelen ze samen Pinochet en martelaartje.
Eva komt later in contact met de buurjongen Fredrik en ze raken bevriend. Hoewel Fredriks moeder liever niet heeft dat hij met de bewoners van Tillsammans omgaat, gaat Fredrik regelmatig naar Eva. Behalve elkaar hebben ze allebei niet veel vrienden. Later worden ze ook verliefd op elkaar. Lena heeft dit gemerkt en zegt dat tegen Eva. Als Lena later met Fredrik alleen is, laat ze hem haar borsten zien en zegt ze dat ze als ze jonger was, verliefd op hem zou zijn. Fredrik vertelt Eva later dat hij verliefd op Lena is. Als Lena daarna binnenkomt rent Eva weg en gaat in het busje zitten huilen. Lena probeert dan avances te maken op Fredrik, maar hij reageert hier afwijzend op. Daarna vertelt hij aan Eva dat hij toch niet verliefd is op Lena.

#### Erik, Göran en Lena
Erik praat het liefst alleen over marxistische ideeën. Als Lena, die een open relatie met Göran heeft, seks met hem wil, stemt hij pas toe nadat Lena heeft beloofd daarna met hem over politiek te praten. Als Lena aan Göran gaat vragen of het goed is dat ze seks met Erik heeft, stemt hij aarzelend toe. Ondanks haar belofte wil Lena na de seks niet meer met Erik praten. Tegen Göran vertelt Lena dat ze met Erik haar eerste orgasme had, maar verder niks voor hem voelt. Als Erik later Tillsammans verlaat om bij de Baader-Meinhof-groep te gaan, zegt Lena tegen Göran dat ze hem heel erg mist. Göran begint zich aan het gedrag van Lena te storen en als ze in bed ligt, gooit hij uit een impuls een bord eten over haar heen. Lena wordt boos en Göran schrikt van zijn eigen daad. Hij verontschuldigt zich en maakt het bed schoon. Later wordt het voor Göran toch te veel en gooit hij Lena het huis uit.

#### Signe en Sigvard
Signe en Sigvard vinden dat in de commune te veel principes worden losgelaten. Nadat Göran een televisie heeft meegenomen voor Eva en Stefan, besluiten ze naar een andere commune te gaan. Zij hadden zich in het verleden er ook al aan gestoord dat Lasse hennep in de tuin had geplant en dat er een boek over Pippi Langkous, die zij te kapitalistisch vonden, in de commune was.

#### Lasse en Klas
De homoseksuele Klas probeert toenadering te zoeken tot Lasse, wiens ex ontdekt heeft dat ze lesbisch is. Lasse zegt dat hij niet geïnteresseerd is. Klas blijft echter toenadering zoeken tot Lasse, maar Lasse blijft volhouden dat hij hetero is. Klas vertelt Lasse dat de grootste angst van heteroseksuele mannen is, dat seks met mannen net zo lekker is als met vrouwen. Als Klas hem aanbiedt hem te pijpen, staat hij dit uiteindelijk wel toe om te laten zien hoe aardig hij is. Als Anna later met haar ex Lasse wil praten, ontdekt ze dat hij en Klas het bed hebben gedeeld en loopt hiervan geschrokken weg.

#### De overburen
De overburen houden met een verrekijker in de gaten wat er in Tillsammans gebeurt. Marit is niet op de buren gesteld en heeft liever niet dat haar zoon Fredrik met de buren omgaat. Marits man Ragnar kijkt ook met de verrekijker naar de buren, maar eerder om te fantaseren. Na het kijken gaat hij naar de kelder om nog wat te timmeren, maar in werkelijkheid bekijkt hij daar pornoblaadjes. Wanneer Ragnar zijn zoon slaat, als die bij Eva is geweest, confronteert Fredrik Marit en Ragnar met de pornotijdschriften uit de kelder. Als Ragnar Marit probeert wijs te maken dat die tijdschriften van Fredrik zijn, wordt Marit boos en bekent ze dat ze best wist wat hij altijd in de kelder ging doen, maar het accepteerde. Daarna gaat ze net als Fredrik naar Tillsammans om daar te slapen.

#### Rolf en Birger
De loodgieter Rolf is na het vertrek van Elisabeth en zijn twee kinderen alleen thuis achtergebleven. Hij drinkt veel en verzorgt zichzelf slecht. Als Stefan naar huis loopt om zijn vader te zien en aanbelt, is Rolf zo lang bezig met kleren aantrekken en zijn bier verbergen, dat Stefan inmiddels is weggelopen voordat Rolf de deur opendoet. Als Rolf wat later met zijn kinderen naar het restaurant gaat, is hij dronken. Wanneer ze terug naar huis lopen, merkt Rolf dat hij zijn portemonnee kwijt is. Hij laat de kinderen op straat wachten om in het restaurant zijn portemonnee te zoeken. Als hij die niet vindt, valt hij het personeel aan, waarna hij wordt gearresteerd door de politie en in een cel moet overnachten. Eva is inmiddels naar huis gelopen, maar Stefan wilde blijven wachten op zijn vader. Elisabeth en Eva halen later Stefan met het busje op.
Rolf heeft intussen contact met Birger opgebouwd. Birger is een wat oudere eenzame man, die expres aan zijn wastafel klungelt, opdat Rolf dan komt om hem te maken en nadien met hem te praten. Birger vindt dat Rolf het contact met zijn vrouw en kinderen moet proberen te herstellen. Hij overtuigt hem en samen rijden ze naar Tillsammans. In eerste instantie wil Elisabeth Rolf niet binnen laten. Stefan komt wel naar buiten om met zijn vader samen in de auto te praten. Later komt Elisabeth toch naar de auto om Rolf binnen te laten. Ten slotte gaan Rolf, Elisabeth, Göran, Eva, Stefan, Tet, Anna, Lasse, Klas, Fredrik en Marit samen voetballen.

## Rolverdeling
| Acteur             | Personage |
| ------------------ | --------- |
| Lisa Lindgren      | Elisabeth |
| Michael Nyqvist    | Rolf      |
| Emma Samuelsson    | Eva       |
| Sam Kessel         | Stefan    |
| Gustav Hammarsten  | Göran     |
| Anja Lundqvist     | Lena      |
| Jessica Liedberg   | Anna      |
| Ola Rapace         | Lasse     |
| Axel Zuber         | Tet       |
| Shanti Roney       | Klas      |
| Olle Sarri         | Erik      |
| Cecilia Frode      | Signe     |
| Lars Frode         | Sigvard   |
| Emil Moodysson     | Måne      |
| Henrik Lundström   | Fredrik   |
| Thérèse Brunnander | Margit    |
| Claes Hartelius    | Ragnar    |
| Sten Ljunggren     | Birger    |

## Prijzen
- Internationaal Filmfestival van Vlaanderen-Gent 2000: Beste regisseur

## Trivia
- Emil Moodysson, die kort te zien is in de rol van het kind Måne, is de zoon van de regisseur en schrijver van de film, Lukas Moodysson.
- Lukas Moodysson maakte in 1997 de kortfilm Bara prata lite, die draait om het personage Birger. Birger werd hierin vertolkt door dezelfde acteur.